# Piëmont-Liguriëbekken
| Geologie van de Alpen |
| --- |
| Weisshorn |
| Tektonische indeling |
| Molassebekken |
| Helvetische Zone |
| Penninische Dekbladen |
| Austroalpiene Dekbladen |
| Zuidelijke Alpen |
| Geologische structuren |
| Aarmassief · Dent Blanche-nappe · Engadin-venster · Hohe Tauern-venster · Periadriatische lijn · Ivrea-zone · Lepontin dome · Rhône-Simplonlijn · Sesia-zone |
| Paleogeografische gebieden |
| Valais-oceaan |
| Briançonnais microcontinent |
| Piëmont-Liguriëbekken |
| Apulische of Adriatische plaat |
| Portaal Geologie |

Het Piëmont-Liguriëbekken of de Piëmontees-Ligurische Oceaan (soms wordt maar een van de twee namen gebruikt, bijvoorbeeld: Piëmontese Oceaan) was een oceanisch bekken dat meestal als een deel van de westelijke Tethys Oceaan wordt gezien. Samen met een aantal andere smalle oceanen wordt het Piëmont-Liguriëbekken weleens Alpiene Tethys Oceaan genoemd.
De Piëmontees-Ligurische Oceaan ontstond in het Jura, toen de continenten Afrika en Europa uit elkaar begonnen te riften. De oceanische korst die daarbij werd aangemaakt vormde het basement van het bekken. In het Krijt lag de Piëmontees-Ligurische Oceaan tussen Afrika (en de Apulische microplaat) in het zuidoosten en Europa (en de Iberische microplaat) in het noordwesten in. De Apulische plaat begon aan het einde van het Krijt naar het noordwesten te bewegen, waarbij oceanische korst van de Piëmontees-Ligurische Oceaan onder deze plaat subduceerde. Nadat de Piëmontees-Ligurische Oceaan in het Paleoceen volledig onder de Apulische plaat verdwenen was, vond continentale collisie plaats. Dit zou in het Tertiair leiden tot de vorming van de Alpen en de Apennijnen.
Fragmenten van oceanische korst van het Piëmont-Liguriëbekken worden teruggevonden als ofiolieten in de Penninische nappes in de Alpen, en ook in de Apennijnen. Deze fragmenten zijn tot enorme diepte gesubduceerd voor weer door obductie omhoog te komen, en zijn in de blauwschist- of eclogiet- facies gemetamorfoseerd.